# Giussano
Giussano ist eine Stadt mit 26.242 Einwohnern (Stand 31. Dezember 2023) in der lombardischen Provinz Monza und Brianza von Italien und ist über die italienische Strada statale 36 (vom Comer See zum Splügenpass, Mailand-Lecce) zu erreichen.
Die Gemeinde besteht aus den drei Ortsteilen (Frazioni) Birone, Paina und Robbiano, sie erhielt mit Erlass des Staatspräsidenten (D.P.R.) vom 24. Juni 2003 die Stadtrechte. Das Stadtfest wird am ersten Sonntag im Oktober gefeiert.
Die Gemeinde grenzt an die Orte Arosio (CO), Briosco, Carate Brianza, Carugo (CO), Inverigo (CO), Mariano Comense (CO), Seregno und Verano Brianza.
Gian Paolo Riva wurde am 8. Juni 2009 zum Bürgermeister der Gemeinde gewählt, in der Stadtversammlung sind Mitglieder der Parteien Popolo della Libertà und Lega Nord vertreten.

## Bekannte Bürger
- Alberto da Giussano, Führer des Lombardenbundes im 12. Jahrhundert.
- Carlo Mascheroni (* 1940), Fahrsportler im Vierspännerfahren
- Stefano Borgonovo (1964–2013), Fußballspieler und -trainer
- Enrico Annoni (* 1966), Fußballspieler und -trainer
- Paolo Galimberti (* 1968), Politiker
- Tommaso Tagliaferri (* 1982), Snowboarder
- Matteo Pelucchi (* 1989), Radrennfahrer
- Maria Giulia Confalonieri (* 1993), Radsportlerin
- Alice Maria Arzuffi (* 1994), Radrennfahrerin